# 北緯68度線
北緯68度線（ほくい68どせん）は、地球の赤道面より北に68度の角度を成す緯線。北極内部にあり、大西洋、ヨーロッパ、アジア、北アメリカを通過する。
この緯度の下では、5月27日頃から7月18日頃までの約1ヶ月半の間は白夜になり、12月9日頃から1月4日頃までの約1ヶ月間は極夜になる。

## 通過する地域一覧
北緯68度線は、本初子午線から東に向かって以下の場所を通っている。
| 地理座標                                               | 国土・領土・領海   | 備考 |
| ------------------------------------------------------ | ------------------ | --- |
| 北緯68度0分 東経0度0分 / 北緯68.000度 東経0.000度      | 大西洋             | ノルウェー海 |
| 北緯68度0分 東経12度57分 / 北緯68.000度 東経12.950度   | ノルウェー         | モスケネス島 |
| 北緯68度0分 東経13度14分 / 北緯68.000度 東経13.233度   | ベストフィヨルデン | |
| 北緯68度0分 東経15度6分 / 北緯68.000度 東経15.100度    | ノルウェー         | ヌールラン県 - エンジェル島、ルンド島、フィン島、本土 |
| 北緯68度0分 東経17度1分 / 北緯68.000度 東経17.017度    | スウェーデン       | |
| 北緯68度0分 東経17度48分 / 北緯68.000度 東経17.800度   | ノルウェー         | 約5km |
| 北緯68度0分 東経17度56分 / 北緯68.000度 東経17.933度   | スウェーデン       | |
| 北緯68度0分 東経23度33分 / 北緯68.000度 東経23.550度   | フィンランド       | |
| 北緯68度0分 東経29度25分 / 北緯68.000度 東経29.417度   | ロシア             | コラ半島 |
| 北緯68度0分 東経39度58分 / 北緯68.000度 東経39.967度   | 白海               | |
| 北緯68度0分 東経44度14分 / 北緯68.000度 東経44.233度   | ロシア             | カニン半島 |
| 北緯68度0分 東経46度33分 / 北緯68.000度 東経46.550度   | バレンツ海         | |
| 北緯68度0分 東経49度43分 / 北緯68.000度 東経49.717度   | ロシア             | |
| 北緯68度0分 東経73度7分 / 北緯68.000度 東経73.117度    | オビ湾             | |
| 北緯68度0分 東経74度48分 / 北緯68.000度 東経74.800度   | ロシア             | |
| 北緯68度0分 西経176度31分 / 北緯68.000度 西経176.517度 | チュクチ海         | |
| 北緯68度0分 西経165度15分 / 北緯68.000度 西経165.250度 | アメリカ合衆国     | アラスカ州 |
| 北緯68度0分 西経141度0分 / 北緯68.000度 西経141.000度  | カナダ             | ユーコン準州 ノースウエスト準州 ヌナブト準州 |
| 北緯68度0分 西経115度7分 / 北緯68.000度 西経115.117度  | コロネーション湾   | クーパー諸島、ベレンズ諸島、ローフォード諸島（ヌナブト準州、 カナダ）のちょうど北を通過。 ヘップバーン島（ヌナブト準州、 カナダ）のちょうど北を通過。 ジェイムソン諸島（ヌナブト準州、 カナダ）のちょうど南を通過。 |
| 北緯68度0分 西経110度9分 / 北緯68.000度 西経110.150度  | カナダ             | ヌナブト準州 |
| 北緯68度0分 西経110度0分 / 北緯68.000度 西経110.000度  | バサースト海峡     | |
| 北緯68度0分 西経109度26分 / 北緯68.000度 西経109.433度 | カナダ             | ヌナブト準州 - チャップマン諸島 |
| 北緯68度0分 西経109度0分 / 北緯68.000度 西経109.000度  | バサースト海峡     | ルイス島（ヌナブト準州、 カナダ）のちょうど北を通過。 ヌナブト準州 - フィッシャーズ島 |
| 北緯68度0分 西経107度53分 / 北緯68.000度 西経107.883度 | カナダ             | ヌナブト準州 |
| 北緯68度0分 西経103度17分 / 北緯68.000度 西経103.283度 | クイーン・モード湾 | |
| 北緯68度0分 西経98度59分 / 北緯68.000度 西経98.983度   | カナダ             | ヌナブト準州 - オレイリー島、クルチャーク半島、アデレード半島 |
| 北緯68度0分 西経96度6分 / 北緯68.000度 西経96.100度    | チャントリー湾     | |
| 北緯68度0分 西経95度25分 / 北緯68.000度 西経95.417度   | カナダ             | ヌナブト準州 |
| 北緯68度0分 西経88度20分 / 北緯68.000度 西経88.333度   | コミッティー湾     | |
| 北緯68度0分 西経86度48分 / 北緯68.000度 西経86.800度   | カナダ             | ヌナブト準州 - ウェールズ島、メルヴィル半島 |
| 北緯68度0分 西経82度9分 / 北緯68.000度 西経82.150度    | フォックス湾       | |
| 北緯68度0分 西経77度2分 / 北緯68.000度 西経77.033度    | カナダ             | ヌナブト準州 - プリンスチャールズ島、エアフォース島、バフィン島 |
| 北緯68度0分 西経64度46分 / 北緯68.000度 西経64.767度   | バフィン湾         | |
| 北緯68度0分 西経53度47分 / 北緯68.000度 西経53.783度   | グリーンランド     | |
| 北緯68度0分 西経32度7分 / 北緯68.000度 西経32.117度    | 大西洋             | グリーンランド海 ノルウェー海 |